# Felsritzungen am Ekeberg

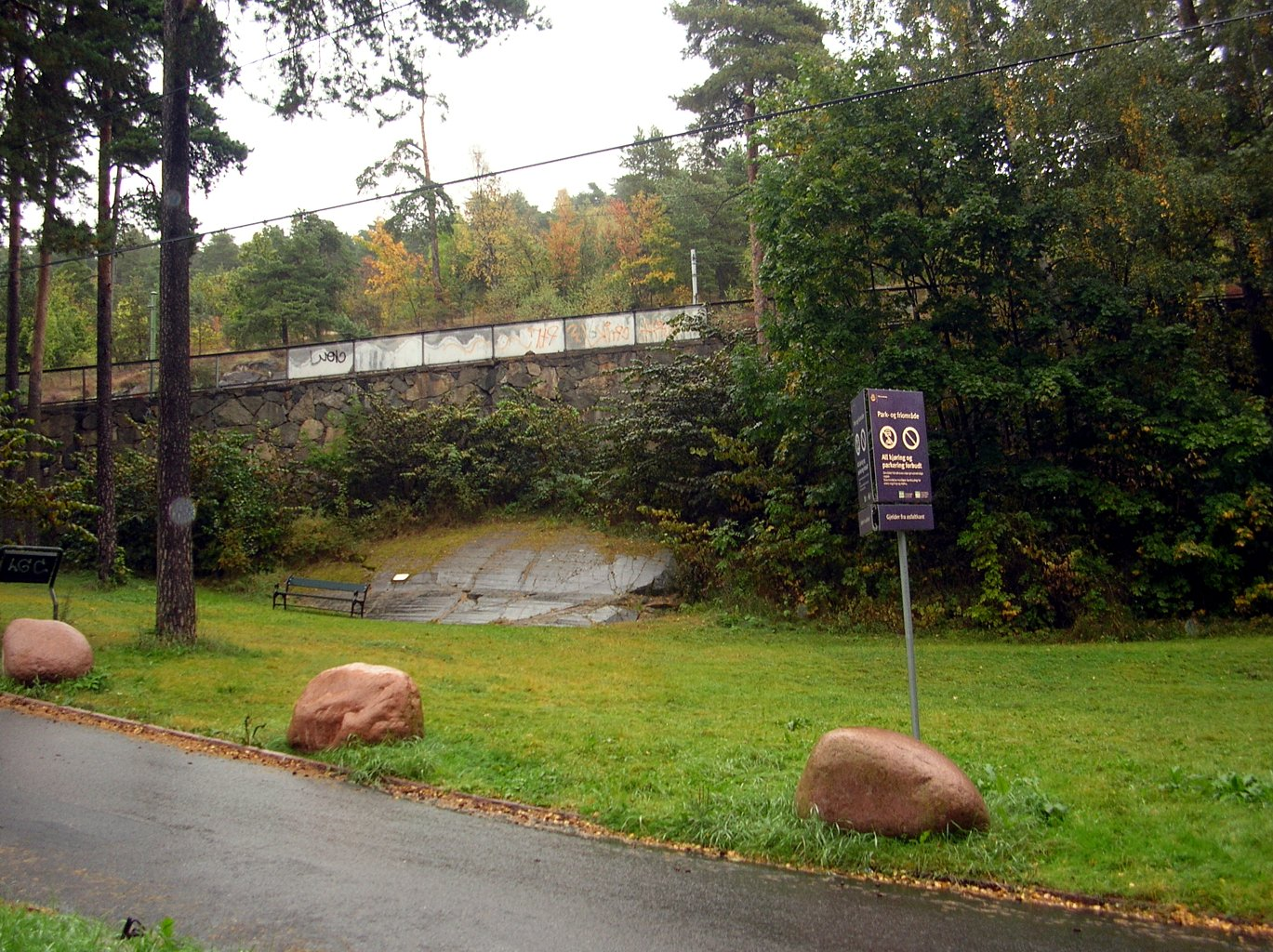
Felsritzungen am Ekeberg

Die Felsritzungen am Ekeberg liegen am Karlsborgveien, unterhalb des Kongsveien im Süden von Oslo, in Norwegen. Das Felsritzungsfeld aus der Steinzeit hat die ID-Nummer 41907.
Die Ritzungen wurden 1915 entdeckt und vom Archäologen Jan Petersen (1887–1967) untersucht, der 6–7 Figuren fand. 1924 entdeckte der Archäologe Ivar Lindquist (1895–1985) die übrigen.
Das etwa 15 m² große Feld besteht aus 13 Figuren. Neun von ihnen zeigen vermutlich Elche. Ansonsten weist es eine Vogelfigur, einen stilisierten Menschen und eine Figur auf, die wahrscheinlich eine Tierfalle darstellt. Das Feld der mesolithischen Nøstvet-Kultur der Jäger und Sammler ist das einzige seiner Art in Oslo. Die nächsten Parallelen findet man in Drammen und Lier im Fylke Buskerud.
Im Zuge umfangreicher archäologischer Untersuchungen in der Region zeigte sich, dass die Petroglyphen in einem Gebiet liegen, das in der Steinzeit häufiger aufgesucht wurde. Im Bereich der Ritzungen wurden über ein Dutzend Wohnplätze aus dieser Zeit registriert. Darüber hinaus wurden auf dem Ekeberg mehrere Schälchenfelder (norw. skålgroper) gefunden. Diese Form der Felsritzungen gehört zu den Ritzungen der Bronzezeit und ist weitaus jünger.

Felsritzungen am Ekeberg
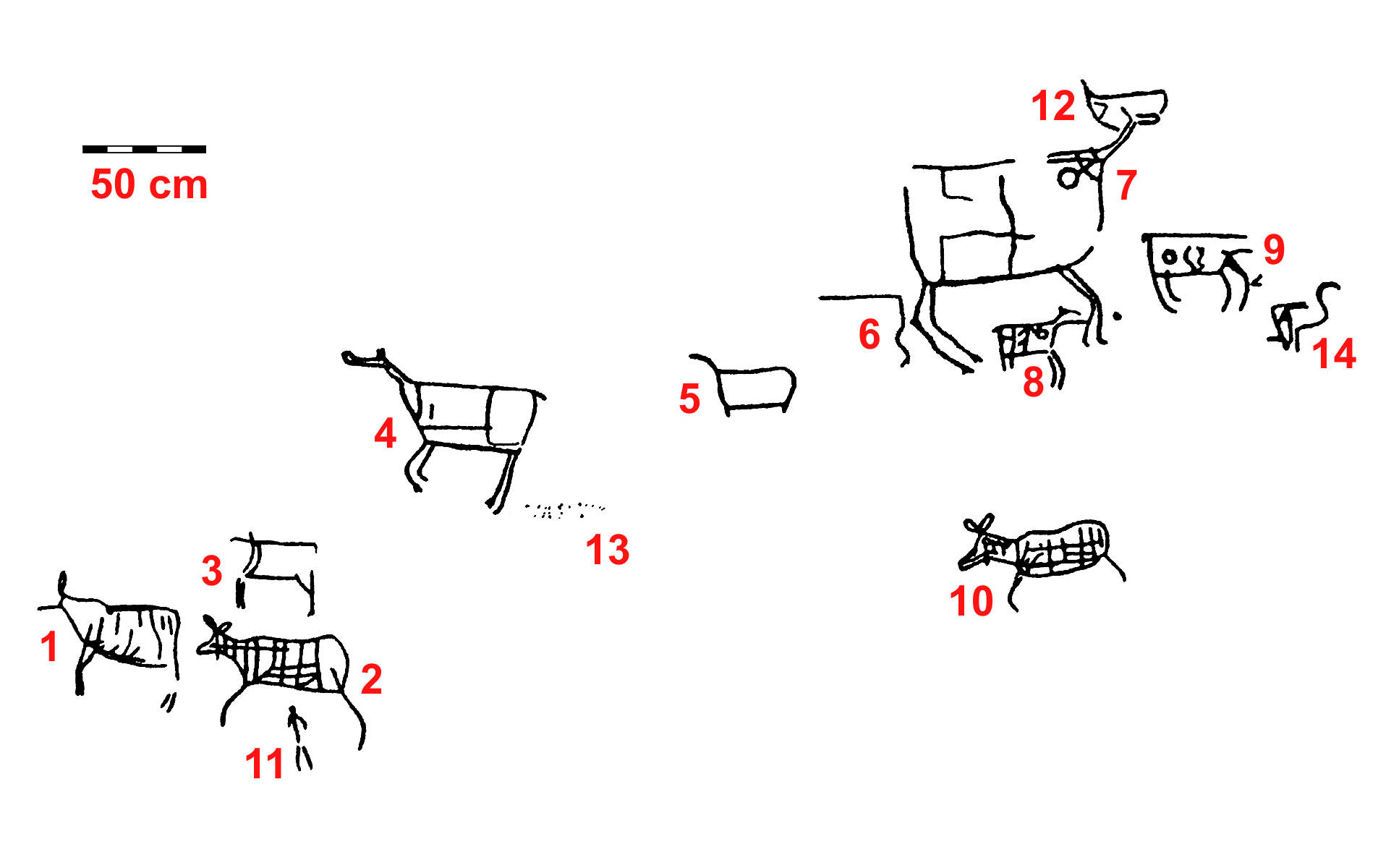
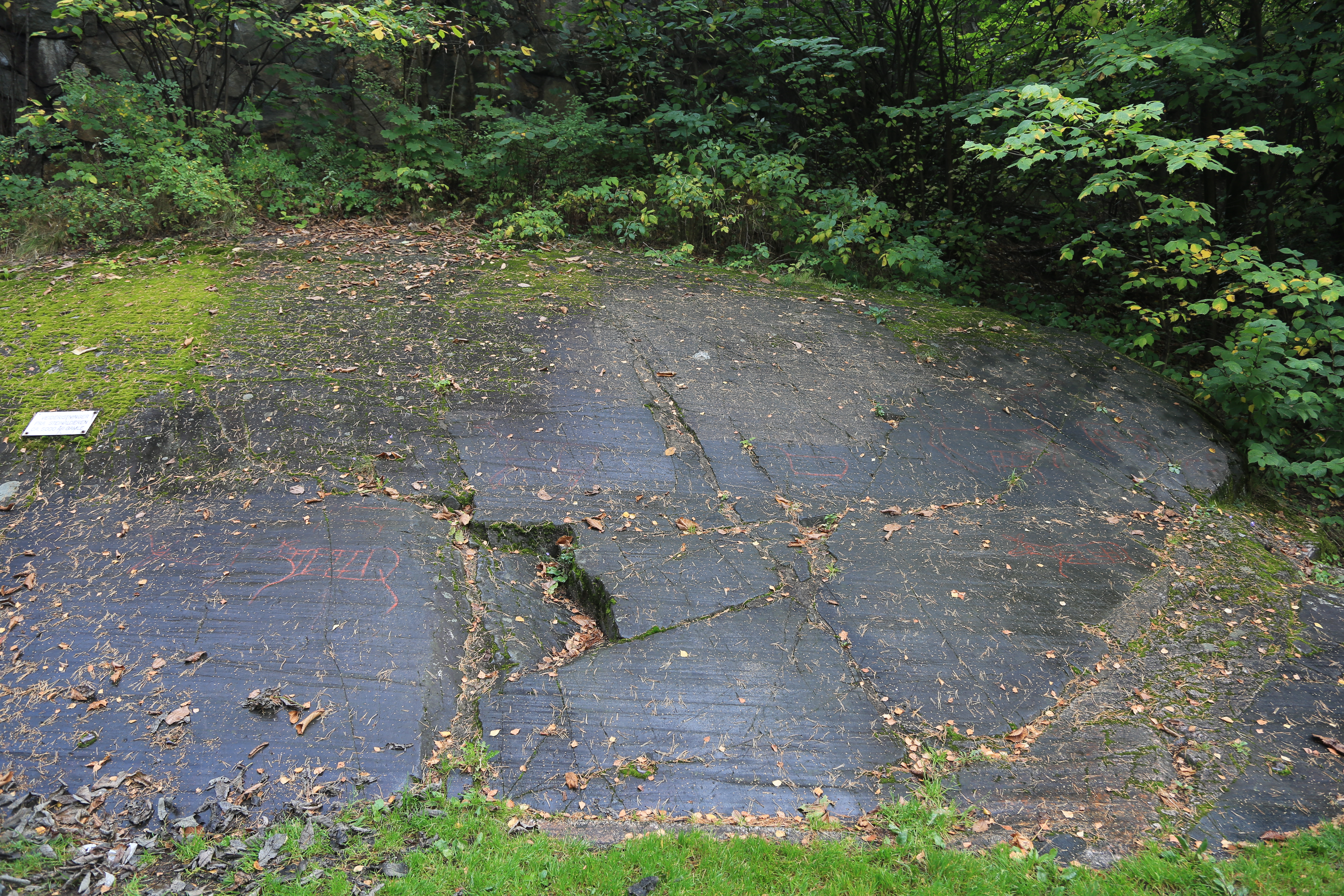
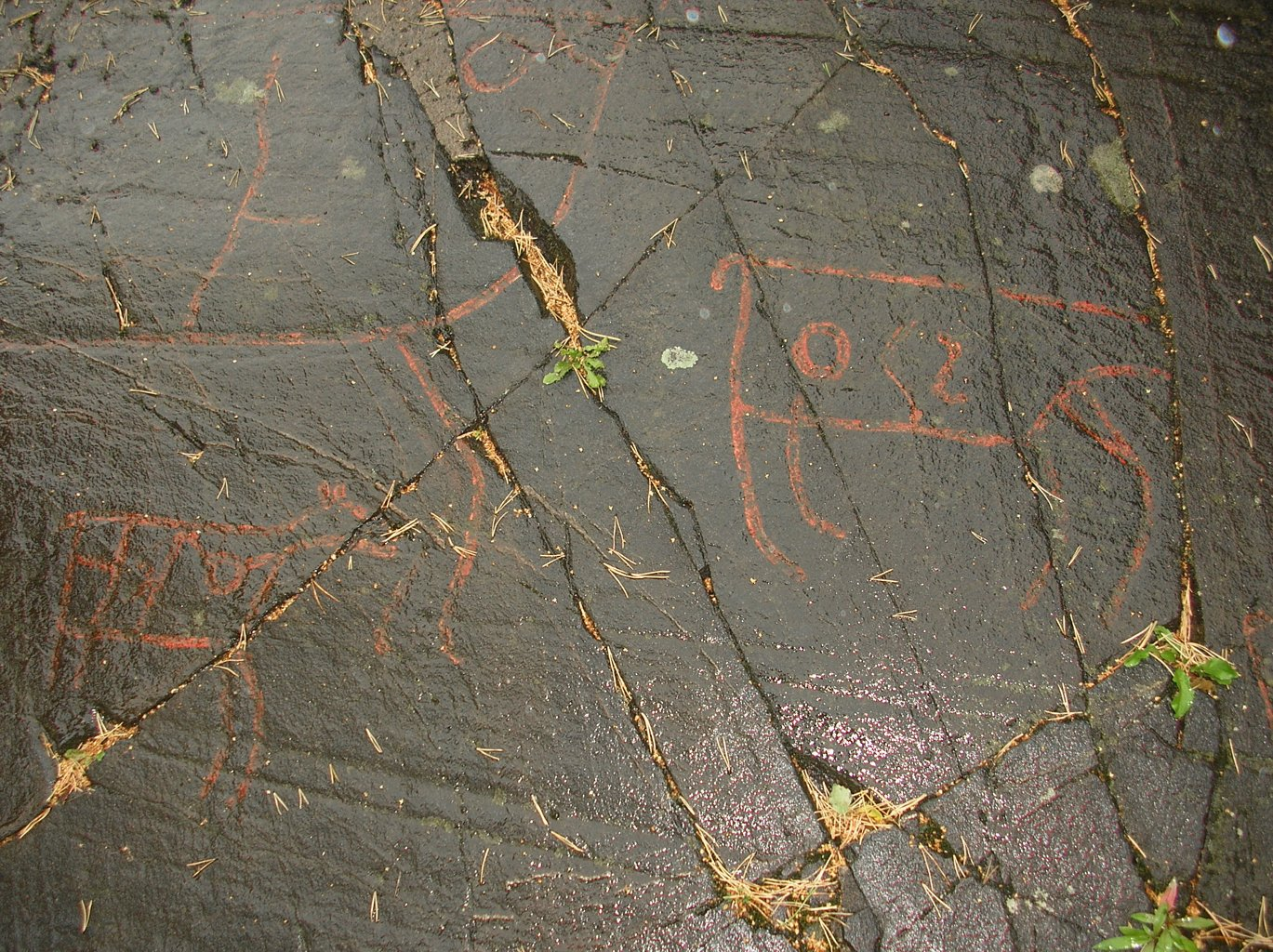
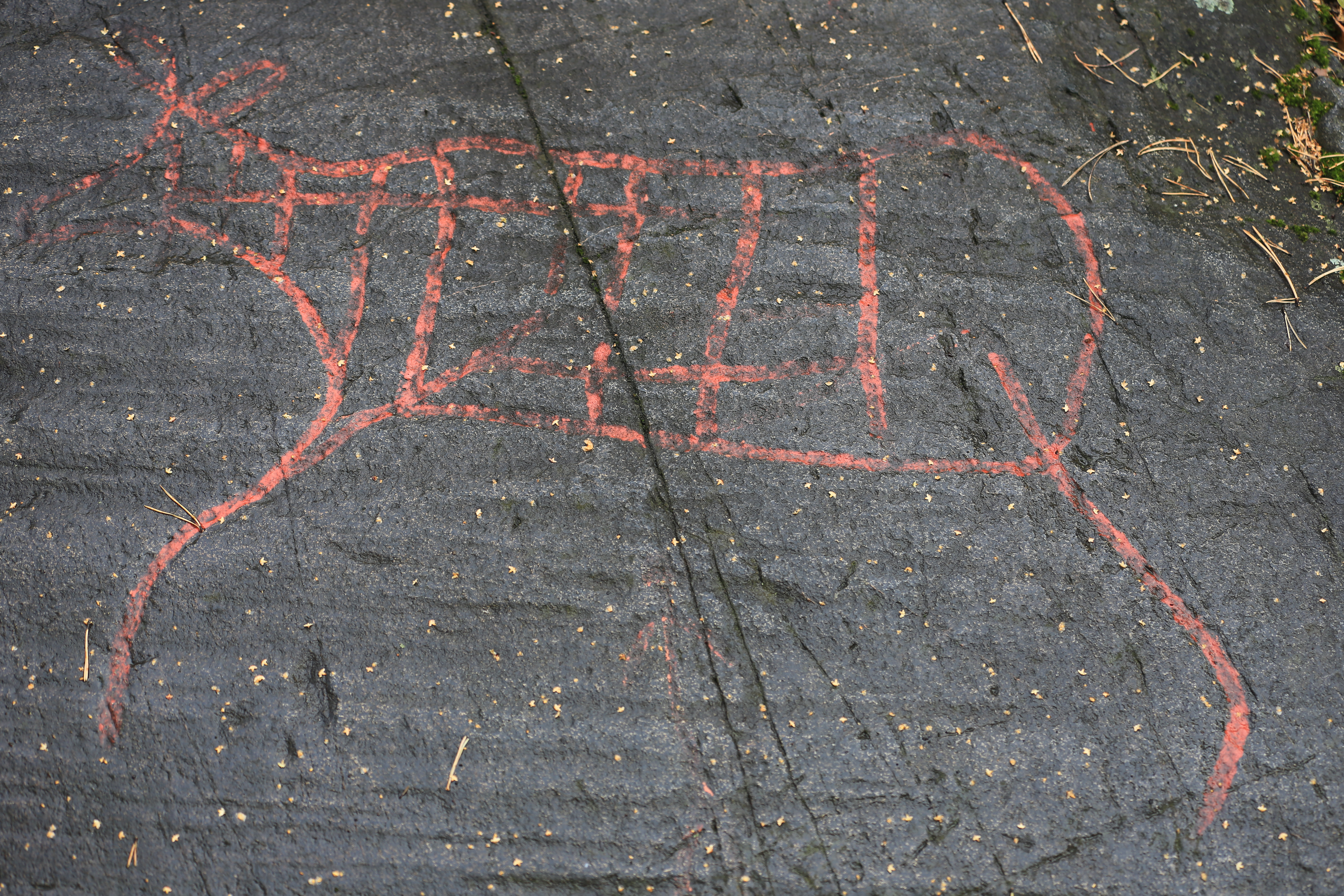

Die Ritzungen wurden 2011 mit Farbe ausgemalt und sind gut sichtbar.
Heinrich Himmler besuchte die Felsritzungen 1941 während seines ersten Norwegenbesuchs. Als Mitbegründer des Instituts Ahnenerbe zeigte er großes Interesse an der norwegischen Geschichte.